# K. K. Chen
Pour les articles homonymes, voir Chen.
Ko Kuei Chen (chinois : 陳克恢), né le 26 février 1898 et mort le 12 décembre 1988, est un scientifique sino-américain qui a dirigé la recherche pharmacologique chez Eli Lilly and Company pendant 34 ans. Il est connu pour son travail sur l'éphédrine, le traitement contre l'empoisonnement au cyanure et les stéroïdes au venin de crapaud. Il a été élu membre inaugural de l'Academia Sinica en 1948 et a reçu la médaille Remington (en) en 1965 pour l'excellence en pharmacie.

## Carrière
Chen est né en 1898 à Jinze, dans la province du Jiangsu, aujourd'hui une ville de Shanghai. Après avoir étudié à l'université Tsinghua de Pékin, il s'installe aux États-Unis en 1918 pour poursuivre ses études, obtenant un PhD en 1920 et un doctorat en 1923 à l'université du Wisconsin à Madison. En 1923, il retourne en Chine pour travailler avec CF Schmidt au Peking Union Medical College (en) pour étudier les effets de l'éphédrine. À la fin de cette nomination, il est retourné aux États-Unis pour terminer ses études avec un doctorat en médecine de l'Université Johns Hopkins en 1927. Il continue à travailler chez Johns Hopkins pendant quelques années avant d'accepter une offre en 1929 d'Eli Lilly and Company pour devenir directeur de la recherche pharmacologique. Il occupe ce poste jusqu'à sa retraite en 1963. Pendant ce temps, il  accepte également un poste de professeur à temps partiel à la Indiana University School of Medicine en 1937. En quittant Eli Lilly, il devient professeur à temps plein et enseigne jusqu'en 1968.

## Recherche
KK Chen est surtout connu pour avoir introduit l'éphédrine dans le monde occidental. Il développe sa propre procédure d'isolement à partir de l'herbe chinoise Ma Huang (éphédra sinica). Sa valeur médicinale était connue depuis longtemps en Chine comme remède contre l'asthme. Des recherches plus approfondies montrent son intérêt dans le traitement du rhume des foins et de la coqueluche. D'autres études qui peuvent lui être attribuées incluent le traitement réussi de l'intoxication au cyanure avec une thérapie au nitrite-thiosulfate, la relation structure-activité de plus de 400 glycosides cardiaques et des stéroïdes de venin de crapaud, l'action hépatotoxique des alcaloïdes Senecio et des analgésiques synthétiques de la série de la méthadone.

## Vie privée
L'éducation a toujours été un facteur important dans sa vie, apprenant des enseignements de Confucius dès son plus jeune âge. Il perfectionne son anglais avec l'équipe de débat alors qu'il était à l'université du Wisconsin et joue du tuba avec le ROTC. Il y obtient son diplôme en 1920 avec les honneurs Phi Beta Kappa et termine son doctorat en 1923. Afin d'aider sa mère malade, il retourne en Chine, poursuit ses recherches et enseigne au Peking Union Medical College. Il y rencontre Amy Ling, sa future épouse. Ils se sont courtisés pendant plusieurs années et se marient en 1929 après leur retour aux États-Unis. Après l'embauche de Chen chez Eli Lilly and Company, ils s'installent à Indianapolis, Indiana. Amy était elle-même une scientifique réputée et a co-écrit plus de 150 articles avec son mari. Chen avait également un vif intérêt pour l'art chinois et a aidé Eli Lilly (en) à rassembler une collection substantielle qui a été finalement donnée au Musée d'Art d'Indianapolis. Son sport préféré était le baseball. Après sa retraite en 1968, ils se sont installés à San Francisco jusqu'à sa mort en 1988. Il repose actuellement à côté d'Amy au cimetière de Bellefontaine, à Saint-Louis, dans le Missouri.

## Honneurs et reconnaissance
- 1920 Phi Beta Kappa, Univ Wisconsin
- 1927 China Foundation Prize
- 1946 Honorary Sc.D., Philadelphia College of Pharmacy and Science
- 1948 Academician, Academia Sinica, Republic of China
- 1952 Honorary Sc.D., Univ Wisconsin
- 1952 President, American Society for Pharmacology and Experimental Therapeutics
- 1956 State Dept Delegate, 1st General Assembly of Intl Union of Physiological Sciences, Bruxelles
- 1963 KK Chen Fellowship & Award established, Indiana University School of Medicine
- 1965 Remington Honor Medal
- 1966 AMA Distinguished Service Award
- 1971 Honorary Sc.D., Indiana-Purdue University
- 1972 President, International Union of Pharmacology
- 1974 Scientific Award, Chinese-American Medical Society
- 1987 KK Chen Auditorium dedicated, Federation of American Societies for Experimental Biology
- 2006 KK Chen Memorial Exhibit dedicated, Eli Lilly and Company